# Abiotrophia
Genre
Abiotrophia (les abiotrophes en français) est un genre de bactéries de la famille des aerococcaceae, proches de la famille des streptococcaceae, dits déficients car ils diffèrent les uns des autres par de rares caractères biologiques. Microscopiquement ces espèces se présentent comme des cocci gram positifs.

## Taxonomie

### Étymologie
L'étymologie de ce genre Abiotrophia est la suivante : Gr. pref. a-, négatif (in-) (préfixe inséparable); Gr. masc. n. bios, vie; Gr. fem. n. trophê, nutrition; N.L. fem. n. Abiotrophia, déficience en nutrition vitale pour caractériser les conditions de culture fastidieuses.

## Liste d'espèces
Selon NCBI (26 avr. 2010) :
- Abiotrophia defectiva
- Abiotrophia para-adiacens